# Кошикороб амакуроанський
Кошикороб амакуроанський (Thripophaga amacurensis) — вид горобцеподібних птахів родини горнерових (Furnariidae). Ендемік Венесуели.

## Опис
Довжина птаха становить 17 см, вага 26-30 г. Верхня частина голови і шия темно-коричневі, поцятковані рудувато-коричневими смужками. Груди коричневі, поцятковані яскраво-оранжевими плямками. Надхвістя і хвіст рудувато-коричневі, крила коричневі. Нижні покривні пера крил рудувато-коричневі. Дзьоб темно-сірий, знизу біля основи світліший, очі червонуваті, лапи сірі. У молодих птахів райдужки яскраві.

## Поширення і екологія
Амакоуранські кошикороби мешкають у дельті річки Ориноко у венесуельському штаті Дельта-Амакуро, їх ареал обмежений територією площею приблизно 32—48 км². Вони живуть у заплавних лісах, що регулярно затоплюються, та в заплавних саванах.

## Збереження
МСОП класифікує цей вид як такий, що перебуває під загрозою зникнення. Амакуроанським кошикоробам загрожує знищення природного середовища.